# Mecostethus
A Mecostethus a sáskafélék rendszertani családjának egyik neme. Az ide tartozó fajok Eurázsiában élnek az Ibériai-félszigettől egészen Japánig.

## Fajok
A genusba 3 faj tartozik. Magyarországon a hagymazöld sáska képviseli.
- Mecostethus baichengensis Ren, Bingzhong, X.Sun & Haitao Wang, 2002
- Mecostethus parapleurus (Hagenbach, 1822) - hagymazöld sáska
- Mecostethus rufifemoralis Z.Zheng & F.-M.Shi, 2009